# 神興村
神興村（じんごうむら）は、福岡県宗像郡にあった村。現在の宗像市、福津市の一部にあたる。

## 地理
西郷川の右岸に位置していた。

## 歴史

### 沿革
- 1889年（明治22年）4月1日 - 宗像郡村山田村、津丸村、八並村、久末村、手光村が合併して村制施行し、神興村が設立[1][2]。
- 1954年（昭和29年）4月1日 - 村域を二分割し大字村山田の一部と宗像郡東郷町 ・赤間町・南郷村・河東村・吉武村と合併し宗像町を新設し、大字手光・津丸・久末・八並・村山田（一部）が宗像郡福間町・上西郷村と合併し福間町が存続して、神興村は廃止された[1][2]。

### 地名の由来
かつて宗像三女神が当地に移り「神威ここより興る」との故事にちなむ。